# Peter Garrett
Peter Robert Garrett (Sídney, 16 de abril de 1953) es un músico, activista y político australiano; miembro de la Orden de Australia y Miembro del Parlamento.
Ha sido miembro del Partido Laborista de la Cámara de Representantes australiana para la sede de Kingsford Smith, Nueva Gales del Sur, desde octubre de 2004. Después de que el Partido Laborista ganó las elecciones de noviembre de 2007, Garrett fue nombrado ministro de Medio Ambiente, Patrimonio y las Artes por el primer ministro Kevin Rudd. Fue vocalista de la banda de rock australiana Midnight Oil desde 1973 hasta su disolución en 2002. Se desempeñó como Presidente de la Australian Conservation Foundation durante diez años y, en 2003, fue nombrado miembro de la Orden de Australia por su contribución al medio ambiente y a la industria de la música.

## Música y activismo
Nacido en Sídney, New South Wales, Australia, Garrett asistió a la Barker College en Hornsby, antes de estudiar Bellas Artes en la Universidad Nacional de Australia y, posteriormente, Derecho en la Universidad de Nueva Gales del Sur. En 1973 se convirtió en cantante con el grupo de rock australiano Midnight Oil, después de responder a un anuncio de uno de los miembros fundadores de la banda, Rob Hirst. Paralelamente a su éxito musical y comercial, la banda fue relacionada durante mucho tiempo con las causas ambientalistas. Fue particularmente crítica con las políticas exterior y militar de los Estados Unidos durante la década de 1980. Se le conoce por sus característicos movimientos "rígidos y repentinos" de danza en las presentaciones.
Garrett fue presidente de la Australian Conservation Foundation (1989-1993, 1998-2004). Se unió a la junta internacional de Greenpeace en 1993 por un período de dos años, que desempeñó como consejero y patrono de varias organizaciones de la comunidad cultural y de alivio de la deuda como Jubileo, y fue un miembro fundador de la Surfrider Foundation.
En la ceremonia de clausura de los Juegos Olímpicos de 2000 en Sídney, Midnight Oil toca antes del primer ministro John Howard ante una audiencia televisiva de cientos de millones, vistiendo mandiles negros con la frase "lo siento", en alusión a la negativa del Gobierno de Howard a pedir disculpas a los aborígenes australianos para su política anterior de separar a los niños aborígenes de sus familias.
En 2000, Garrett fue galardonado con el Premio Humanitario de la Fundación de Australia en la categoría de Medio Ambiente y en 2001 recibió un doctorado Honorario en Letras de la Universidad de Nueva Gales del Sur. 
Fue nombrado miembro de la Orden de Australia en 2003 por sus servicios tanto en la defensa del medio ambiente como en la industria de la música.
A raíz del Tsunami en Asia del Día de San Esteban de 2004, Garrett y los demás miembros de Midnight Oil se reunieron para dos conciertos como parte de la recaudación de fondos WaveAid.
El 7 de julio de 2007 Garrett presentó a Crowded House en el  Australian leg de Live Earth.
El 14 de marzo de 2009 Garrett también actuó en vivo en el Melbourne Cricket Ground como parte de Midnight Oil en el Sound Relief para recaudar dinero para el Victorian Bushfire Appeal, fundación destinada a las comunidades afectadas por los incendios forestales de 2009.

## Política federal de Australia
El primer intento de Garrett de entrar en la política fue en 1984, cuando se quedó a un escaño al Senado de Australia en Nueva Gales del Sur en las elecciones de diciembre. Necesitaba un 12,5% de los votos para ganar un asiento en la representación  sistema de votación del Senado, pero la votación primaria de más del 9% es insuficiente cuando Trabajo dio sus preferencias para el conservador Partido Nacional antes del PND.
En junio de 2004 Mark Latham anunció que Garrett sería candidato por parte del Partido Laborista Australiano a la Cámara de Representantes en las elecciones federales de 2004, en la segura  División de Kingsford Smith en Nueva Gales del Sur, que dejó vacante el exministro Laurie Brereton. Hubo algunas críticas iniciales de los miembros laboristas en el electorado, ya que se hizo caso omiso de los deseos de la sección local. Obtuvo una fácil victoria el 9 de octubre, incrementando así la mayoría de laboristas en la zona.
En junio de 2005, Garrett fue nombrado Secretario Parlamentario para la Reconciliación y las Artes en la oposición.
Garrett ha modificado muchos de sus anteriores puntos de vista y dice que ahora es un "jugador de equipo" en el Partido Laborista. Ahora apoya la  alianza Estados Unidos-Australia, y ya no se opone al conjunto estadounidense-Fondo de Defensa de Australia en Pine Gap. Dice ya no argumentar a favor de las causas ambientales en el interior del Partido Laborista, sino observar las decisiones de la asamblea ALP, incluyendo la aceptación de cualquier decisión de cambio política. Su cambio de postura provocó críticas de los periodistas y seguidores de Midnight Oil, que contrasta con pronunciamientos sobre cuestiones ambientales y políticas que hizo antes de unirse al Partido Laborista Australiano.
Si bien los medios de comunicación en general han respondido negativamente por la supuesta traición de Garrett a sus creencias anteriores con el etiquetado de ser un "renegado", algunos comentaristas, como el columnista John Warhurst del Camberra Times, han defendido su necesidad de ser un "jugador de equipo" si iba a jugar el juego político "del interior".
Durante la campaña de las elecciones estatales de Victoria de 2006, Garrett instó a los electores a no votar por el partido Verdes de Australia, pero sí por su propio Partido Laborista. Esto provocó la ira del líder de los Verdes y ex aliado de Garrett  Bob Brown, quien le acusó de haberse "vendido" y de ir en contra del movimiento verde desde que se unió al Partido Laborista.
Peter Garrett es un cristiano comprometido. A pesar de que apoya firmemente la separación de iglesia y estado, Garrett ha comentado extensamente durante su tiempo en el Parlamento sobre la aplicación de los valores cristianos y cómo "los valores personales y que deben informar a uno de día a día los procesos de pensamiento y toma de decisiones".
.

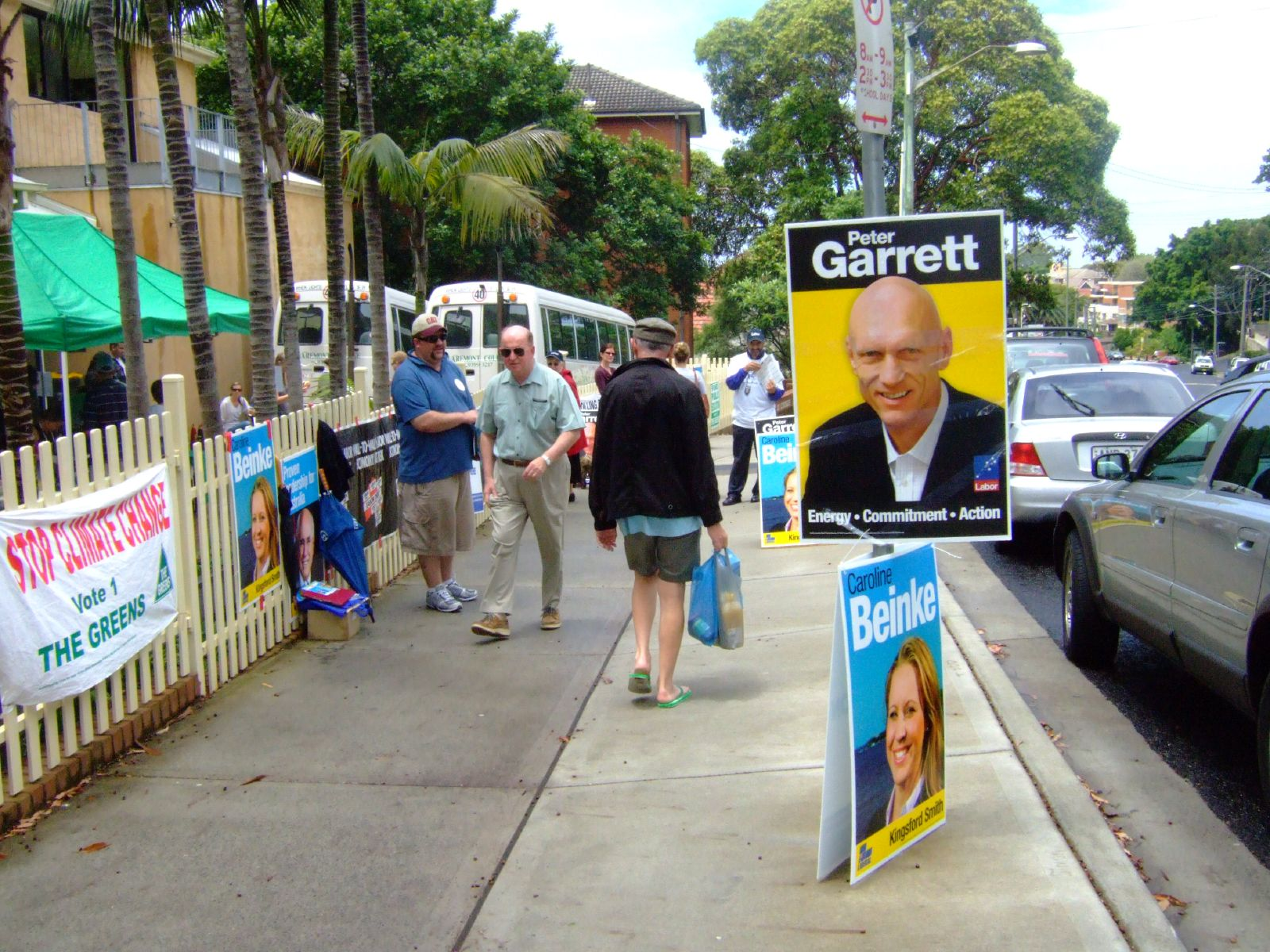
Una cabina de votación en las elecciones de 2007.

En diciembre de 2006, Kevin Rudd, el líder electo del Partido Laborista, anunció que tenía previsto nombrar a Garrett a su banco principal. Garrett fue nombrado como ministro de sombra para el Cambio Climático, Medio Ambiente, Patrimonio y Artes.
Garrett ha sido criticado por dar apoyo al Gunns plan de construir la Bell Bay Pulp Mill en el medio ambiente sensible Tamar Valley, en Tasmania.
En las elecciones federales del 2007, Garrett fue reelegido a su asiento con un swing 4,56% hacia él. Sin embargo, su campaña estuvo llena de una serie de errores tácticos, incluyendo la declaración del periodista  Steve Price alegando que Garrett le había dicho que el Partido Laborista simplemente cambiaría todas sus políticas una vez que llegaran al poder. Esto fue contradicho por Garrett como una "conversación corta y jocosa".
El 29 de noviembre de 2007, el  El primer ministro electo Kevin Rudd nombró a Garrett  Ministro de Medio Ambiente, Patrimonio y Artes.
El 20 de diciembre de 2007, Garrett aprobó un controvertido plan para dragar Melbourne Port Phillip de la Bahía. Este movimiento ha atraído fuertes críticas de grupos ambientalistas que están preocupados de que los 23 millones de metros cúbicos de arena, rocas y sedimentos contaminados dragados de los canales de navegación de la bahía afectará a la pesca y el turismo en la zona.
Garrett aprobó una importante expansión de las minas del sur de Australia Beverley el 28 de agosto de 2008, diciendo que en las minas de uranio del mundo se utilizan las mejores prácticas para la protección del medio ambiente. La decisión de Garrett fue elogiada por la industria del uranio, pero fue criticada por la Fundación Australia de Conservación, que dijo que la decisión daría lugar a la propagación de las minas de ácidos y la contaminación radiactiva de más de 100 kilómetros cuadrados.
Garrett anunció el 24 de octubre de 2008 que el gobierno iba a retirar toda la financiación de 2,6 millones de dólares a la Australian National Academy of Music (ANAM). La ANAM, que es responsable de la formación clásica de los instrumentistas más prometedores de Australia, se verá obligada a cerrar si no puede atraer fondos de otras fuentes.

## Vida personal
Garrett está casado y tiene tres hijas. En 2007, el artista Michael Mucci entró en un retrato de Garrett en el Premio Archibald.
Garrett es el tío de Maude Garrett (Nickelodeon Australia).